# Province de Trat
Trat (en thaï : ตราด) est une province (changwat) de Thaïlande.
Elle est située dans l'est du pays. Sa capitale est la ville de Trat.

## Subdivisions

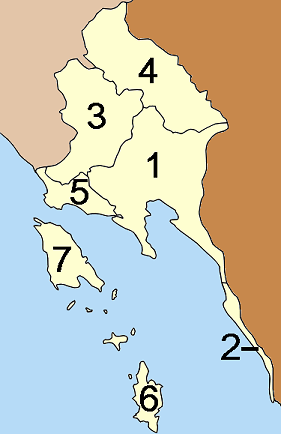
Carte des amphoe de la province de Trat.

Trat est subdivisée en 7 districts (amphoe) : Ces districts sont eux-mêmes subdivisés en 38 sous-districts (tambon) et 254 villages (muban).
| 1. District de Mueang Trat (en) 2. District de Khlong Yai (en) 3. District de Khao Saming (en) 4. District de Bo Rai (en) | 1. District de Laem Ngop (en) 2. District de Ko Kut (en) (Ko Kut) 3. District de Ko Chang (en) (Ko Chang) |

## Histoire

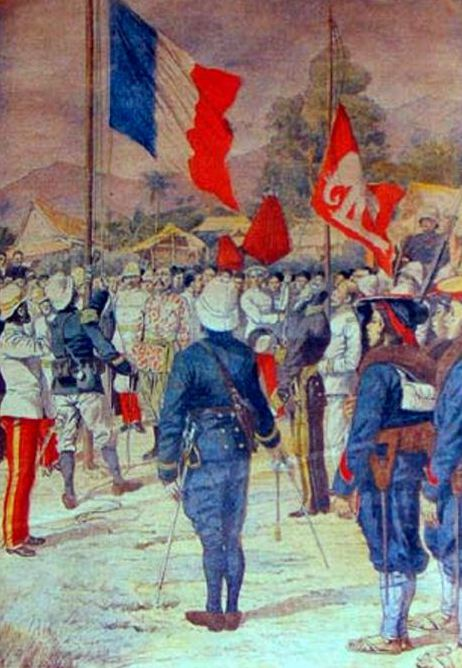
Occupation de Trat par l'armée française en 1904.

L'histoire de Trat remonte au règne du roi Prasat Thong du Royaume d'Ayutthaya. Anciennement connu sous le nom de Mueang Thung Yai, Trat a joué un rôle important dans le développement, dans la stabilité du pays et dans l'économie, en raison de son emplacement stratégique. La ville de Trat est ensuite devenue une communauté de marchands chinois.
Trat a servi de point de contrôle et de ville de tampon en 1767 et durant le règne du roi Taksin le Grand.
En 1893, l'armée française occupait la partie occidentale de Chantaburi et l'occupation complète de la province de Trat par les troupes françaises date de 1904. En 1904, dans le but de récupérer Chantaburi, le Siam a dû renoncer à Trat l'Indochine française. Le 23 mars 1906, Trat est devenu une partie de la Thaïlande, en échange de régions un peu plus au nord, comme Battambang et Sisophon.
Pendant la Seconde Guerre mondiale, la Marine française du Régime de Vichy, a tenté de saisir à nouveau Trat. Bataille thaïlandaise a éclaté le 5 janvier 1941 et se termina le 17 janvier 1941 à Ko Chang, lorsque trois navires thaïlandais ont été coulés — le HTMS Chonburi, le HTMS Songkhla et HTMS Thonburi. Plus tard, l'Armée impériale japonaise mis fin au conflit par la diplomatie.

## Géographie
La Province possède beaucoup de montagne vers le Cambodge, à l'est de la province, où Trat a des frontières avec trois provinces cambodgiennes: Battambang, Pouthisat et Kaoh Kong.
La troisième plus grande île de la Thaïlande est la province Ko Chang, [après Phuket et Ko Samui]. L'île, avec plus de 40 petites îles environnantes, forme le "Mu Ko Chang National Marine Park".
D'autres îles de la province comprennent: Ko Kham, Ko Mak et Ko Phi.